# Premi e riconoscimenti di Nicholas Hoult

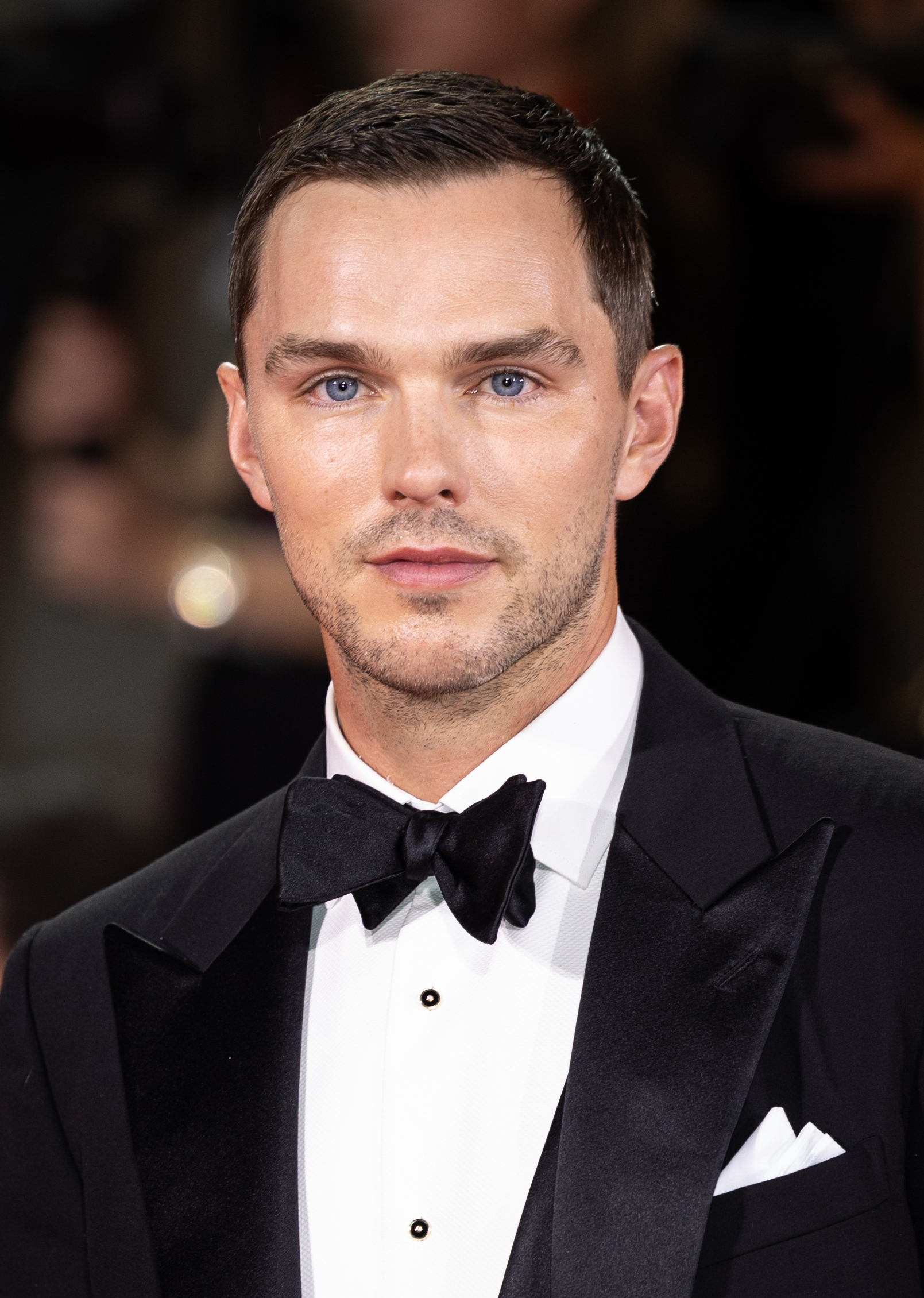
Nicholas Hoult nel 2024.

Di seguito la lista dei vari premi e riconoscimenti ottenuti da Nicholas Hoult, attore inglese.

## Astra Awards (ex Hollywood Critics Association Television Awards)
- 2022 – Candidato come Miglior attore in una serie streaming, commedia per The Great.[1]
- 2023 – Candidato come Miglior attore in una serie streaming, commedia per The Great.[2]
- 2024 – Candidato come Miglior attore in una serie streaming, commedia per The Great.

## Brazil Online Film Award (BOFA)
- 2025 – Candidato come Miglior attore per Giurato numero 2.[3]

## British Academy Television Craft Awards (BAFTA)
- 2010 – Candidato al Premio Orange alla Stella Emergente per A Single Man.

## CinEuphoria Awards
- 2016 – Vincitore del Premio del pubblico come miglior attore non protagonista per Mad Max: Fury Road.

## Columbus Film Critics Association (COFCA)
- 2025 – Candidato come Attore dell'anno per Giurato numero 2, Garfield - Una missione gustosa, The Order e Nosferatu.[4]

## Critics' Choice Movie Awards
- 2002 – Candidatura al miglior giovane interprete per About a Boy - Un ragazzo.[5]
- 2018 – Vincitore del Miglior cast d'insieme per La favorita.[6]

## Critics' Choice Television Awards
- 2020 – Candidatura al miglior attore protagonista in una serie commedia per The Great.[7]
- 2021 – Candidatura al miglior attore protagonista in una serie commedia per The Great.[7]
- 2022 – Candidatura al miglior attore protagonista in una serie commedia per The Great.[8]

## Florida Film Critics Circle Awards
- 2018 – Vincitore del Miglior cast per La favorita.[9]

## Festival del Cinema di Giffoni
- 2016 – Vincitore del Premio Giffoni per Mad Max: Fury Road.[10]

## Gold Derby Awards
- 2016 – Candidato al Miglior cast d'insieme per Mad Max: Fury Road.[11]
- 2019 – Vincitore del Miglior cast d'insieme per La favorita.[12]
- 2020 – Candidato come Miglior attore non protagonista in una serie commedia per The Great.[13]
- 2020 – Candidato al Cast del decennio per La favorita.[13]
- 2022 – Candidato come Miglior attore in una serie commedia per The Great.[14]

## Golden Globe Awards
- 2021 – Candidatura al miglior attore in una serie commedia o musicale per The Great.[15]
- 2022 – Candidato come Miglior attore in una serie TV commedia o musicale per The Great.[15]

## Golden Nymph Awards
- 2008 – Candidato come Miglior attore in una serie drammatica per Skins.

## Indiana Film Journalists Association (IFJA Award)
- 2018 – Candidato come Miglior attore non protagonista per La favorita.[16]

## International Online Cinema Awards (INOCA)
- 2015 – Candidato come Miglior attore non protagonista per Mad Max: Fury Road.[17]
- 2020 – Vincitore come Miglior attore non protagonista in una serie commedia per The Great.
- 2022 – Candidato come Miglior attore in una serie commedia per The Great.
- 2023 – Candidato come Miglior attore in una serie commedia per The Great.

## Kids' Choice Awards
- 2017 – Candidato al premio #Squad per X-Men - Apocalisse.[18]

## London Critics' Circle Film Awards
- 2024 – Candidato come Interprete britannico/irlandese dell'anno per Nosferatu, Giurato numero 2 e The Order.[19]

## MTV Movie & TV Awards
- 2021 – Candidatura al miglior cattivo per The Great.[20]

## New Mexico Film Critics
- 2018 – Vincitore come Miglior cast per La favorita.[21]
- 2025 – Candidatura come miglior attore per Giurato numero 2.[22]

## North Dakota Film Society
- 2025 – Candidatura come Miglior cast per Nosferatu.[23]

## Oklahoma Film Critics Circle Awards
- 2025 – Candidatura come Best Body of Work per Nosferatu, Giurato numero 2 e The Order.[24]

## Online Film & Television Association Awards
- 2003 – Vincitore come Miglior interpretazione giovanile (nominato nel 2002) per About a Boy - Un ragazzo.[25]
- 2019 – Candidato come Miglior interpretazione (nominato nel 2018) per La favorita.[26]
- 2020 – Candidato come Miglior attore per The Great.[27]
- 2022 – Candidato come Miglior cast per The Great.[28]

## Pena de Prata
- 2021 – Candidato come Miglior cast in una serie commedia per The Great.[29]

## People's Choice Awards
- 2011 – Candidato come Miglior cast di un film per X-Men: First Class.

## Phoenix Film Critics Society Awards
- 2002 – Vincitore come Miglior interpretazione giovanile in un ruolo principale o secondario per About a Boy - Un ragazzo.

## Primetime Emmy Awards
- 2022 – Candidatura come Miglior attore protagonista in una serie commedia per The Great.[30]

## San Diego Film Critics Society Awards
- 2024 – Vincitore del Premio Speciale per Nosferatu.[31]

## Satellite Awards
- 2019 – Miglior cast cinematografico per La favorita.
- 2020 – Candidatura al miglior attore in una serie commedia o musicale per The Great.[32]

## Saturn Awards
- 2014 – Candidato come Miglior attore emergente per Warm Bodies.

## Savannah Film Festival (SCAD)
- 2022 – Vanguard Award per The Menu.[33]

## Screen Actors Guild Award (SAG Awards)
- 2020 – Candidatura al miglior attore in una serie commedia per The Great.[34]
- 2020 – Candidatura al miglior cast in una serie commedia per The Great.[34]
- 2022 – Candidatura al miglior cast in una serie commedia per The Great.[35]

## Seattle Film Critics Society Awards
- 2018 – Vincitore come Miglior cast per La favorita.[36]

## Southeastern Film Critics Association Awards (SEFCA)
- 2018 – Best Cast per La favorita.

## St. Louis Film Critics Association Awards
- 2018 – Vincitore come Miglior cast per La favorita.[37]

## Teen Choice Awards
- 2011 – Candidatura alla miglior intesa in un film per X-Men - L'inizio (condiviso con Lucas Till, Jennifer Lawrence, Zoë Kravitz, Caleb Landry Jones e Edi Gathegi).[38]
- 2013 – Candidatura al miglior attore in un film commedia per Warm Bodies.[39]
- 2013 – Candidatura al miglior attore in un film romantico per Warm Bodies.[39]
- 2013 – Miglior star emergente in un film per Warm Bodies.[40]
- 2014 – Candidatura al miglior attore ruba-scena per X-Men - Giorni di un futuro passato.[41]
- 2015 – Candidatura al miglior ruba-scena per Mad Max: Fury Road.[42]

## Toronto Film Critics Association Awards
- 2018 – Vincitore come Miglior cast per La favorita.[43]

## Utah Film Critics Association Awards
- 2018 – Vincitore come Miglior cast per La favorita.[44]

## Washington D.C. Area Film Critics Association Awards (WAFCA)
- 2018 – Vincitore come Miglior cast per La favorita.[45]

## Women Film Critics Circle Awards
- 2018 – Vincitore come Miglior cast per La favorita.[46]

## Young Artist Awards
- 2002 – Candidatura come Leading Young Actor per About a Boy - Un ragazzo.

## Young Hollywood Awards
- 2014 – Candidatura come Super Superhero per X-Men: Days of Future Past.[47]